# 4644 Oumu
4644 Oumu è un asteroide della fascia principale. Scoperto nel 1990, presenta un'orbita caratterizzata da un semiasse maggiore pari a 2,6057083 UA e da un'eccentricità di 0,1437241, inclinata di 14,15491° rispetto all'eclittica.